# Warneckea guineensis
Warneckea guineensis là một loài thực vật có hoa trong họ Mua. Loài này được (Keay) Jacq.-Fél. miêu tả khoa học đầu tiên năm 1978.